# Championnat de Hong Kong de football 1992-1993
Navigation
Saison précédente Saison suivante
La saison 1992-1993 du Championnat de Hong Kong de football est la quarante-huitième édition de la première division à Hong Kong, la First Division League. Elle regroupe, sous forme d'une poule unique, les dix meilleures équipes du pays qui se rencontrent deux fois, à domicile et à l'extérieur. En fin de saison, les deux derniers du classement sont relégués et remplacés par les deux meilleurs clubs de Second Division League, la deuxième division hongkongaise.
C'est le club de Eastern AA qui remporte le championnat cette saison après avoir terminé en tête du classement final, avec onze points d'avance sur le triple tenant du titre, South China AA et Instant-Dict FC. C'est le deuxième titre de champion de Hong Kong de l'histoire du club après celui remporté en 1956. Eastern AA réalise même le doublé en s'imposant en finale de la Coupe de Hong Kong face à Ernest Borel FC.

## Clubs participants
- Kui Tan FC
- South China AA
- Eastern AA
- Happy Valley AA
- Kitchee SC - Promu de D2
- Sing Tao SC
- Instant-Dict FC
- Ernest Borel FC
- Michelotti FC
- British Forces FC - Promu de D2

## Compétition
Le barème de points servant à établir les classements se décompose ainsi :
- Victoire : 3 points
- Match nul : 1 point
- Défaite : 0 point

### Classement
| Rang | Équipe             | Pts | J  | G  | N | P  | Bp | Bc | Diff |
| ---- | ------------------ | --- | -- | -- | - | -- | -- | -- | ---- |
| 1    | Eastern AAC        | 45  | 18 | 14 | 3 | 1  | 50 | 14 | +36  |
| 2    | South China AAT    | 34  | 18 | 10 | 4 | 4  | 38 | 18 | +20  |
| 3    | Instant-Dict FC    | 34  | 18 | 10 | 4 | 4  | 35 | 16 | +19  |
| 4    | Michelotti FC      | 28  | 18 | 8  | 4 | 6  | 21 | 17 | +4   |
| 5    | Sing Tao SC        | 27  | 18 | 8  | 3 | 7  | 20 | 25 | -5   |
| 6    | Kitchee SCP        | 24  | 18 | 7  | 3 | 8  | 23 | 24 | -1   |
| 7    | Ernest Borel FC    | 23  | 18 | 7  | 2 | 9  | 24 | 26 | -2   |
| 8    | Happy Valley AA    | 20  | 18 | 5  | 5 | 8  | 30 | 22 | +8   |
| 9    | Kui Tan FC         | 17  | 18 | 4  | 5 | 9  | 25 | 31 | -6   |
| 10   | British Forces FCP | 1   | 18 | 0  | 1 | 17 | 12 | 85 | -73  |

|  | Qualification pour la Coupe d'Asie des clubs champions 1993-1994           |
|  | Qualification pour la Coupe des Coupes 1993-1994                           |
|  | Relégation directe en deuxième division                                    |
|  | Retrait du championnat en fin de saison                                    |
|  | T : Tenant du titre C : Vainqueur de la Coupe de Hong Kong P : Promu de D2 |

## Bilan de la saison
| Championnat de Hong Kong de football 1992-1993 |                           |
| Champion                                       | Eastern AA (2e titre)     |
| Coupes et trophées                             |                           |
| Vainqueur de la Coupe de Hong Kong 1992-1993   | Eastern AA                |
| Qualifications continentales                   |                           |
| Coupe d'Asie des clubs champions 1993-1994     | Eastern AA                |
| Coupe des Coupes 1993-1994                     | South China AA            |
| Promotions et relégations                      |                           |
| Promus en First Division League                | Hong Kong Rangers         |
| Promus en First Division League                | Hong Kong FC              |
| Relégués en Second Division League             | Ernest Borel FC (retrait) |
| Relégués en Second Division League             | British Forces FC         |